# Gantzaga
Gantzaga est une elizate de la municipalité d' Aramaio dans la province d'Alava dans la Communauté autonome basque.